# Marie Bigot

Marie Bigot, unbezeichneter Holzschnitt, um 1810

Colmar, Rue des Marchands 48, Geburtshaus von Marie Bigot

Anne Marie Cathérine Marie Bigot de Morogues, geb. Kiené (* 3. März 1786 in Colmar; † 16. September 1820 in Paris) war eine französische Pianistin und Komponistin.

## Leben

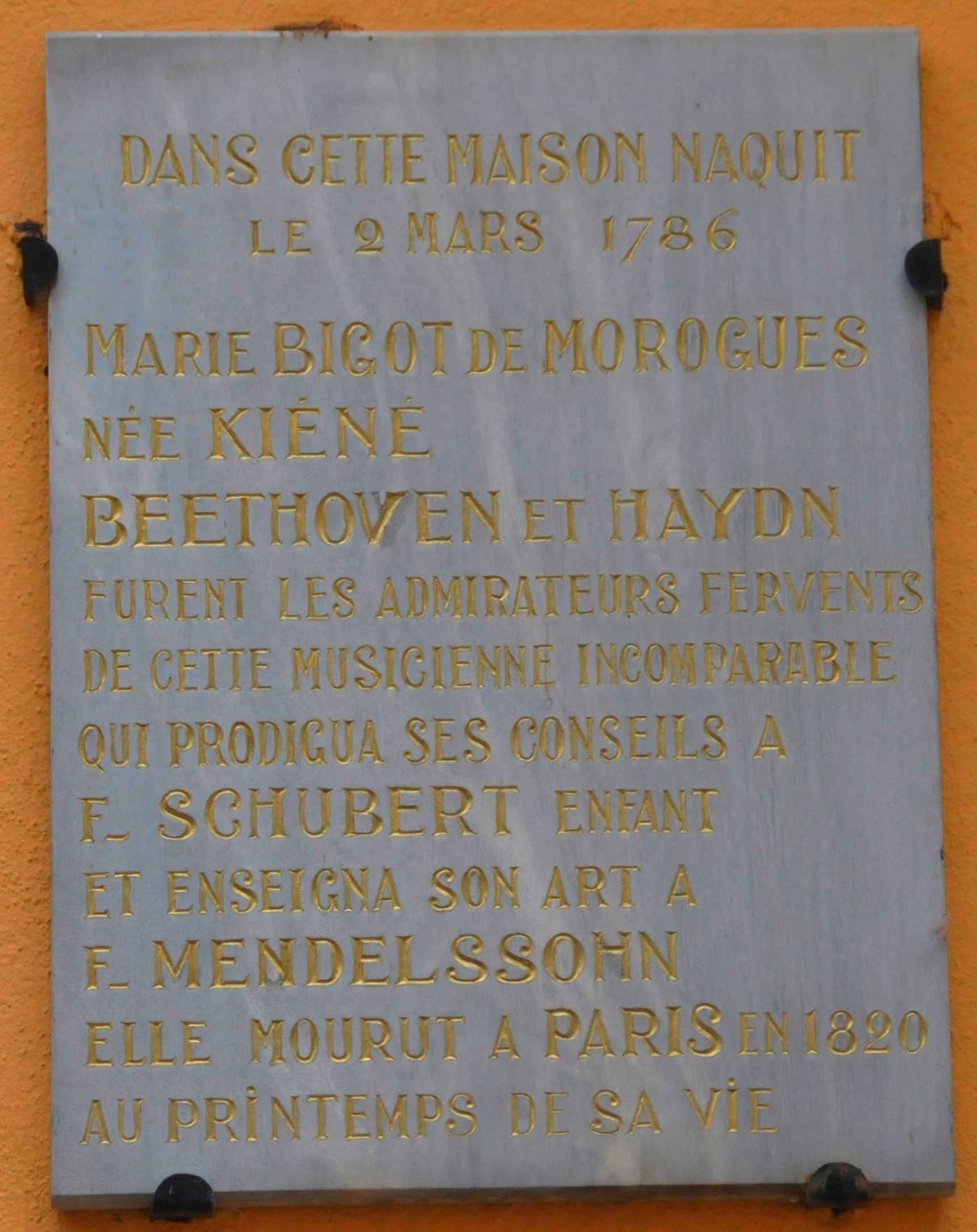
Gedenktafel am Geburtshaus von Marie Bigot in Colmar, Rue des Marchands 48

Marie Bigot war eine Tochter aus der Ehe des Geigers Joseph Kiené mit der Pianistin Catharina Leyer. Die Familie zog 1791 nach Neuchâtel, wo Marie am 9. Juli 1804 den französischen Adligen Paul Bigot de Morogues (* 25. Mai 1765 in Berlin; † 15. Februar 1853 in Paris) heiratete, mit dem sie im selben Jahr nach Wien zog. Bigot erhielt dort eine Anstellung als Bibliothekar bei dem russischen Gesandten und Gönner Beethovens, dem Grafen Andrej Rasumowsky.
Während ihrer Wiener Jahre war Marie Bigot mit zahlreichen Musikern persönlich bekannt, darunter mit Joseph Haydn. In einer Anekdote heißt es: „Als sie das erste Mal vor Haydn spielte, war dieser ehrwürdige Greis so bewegt, dass er sie in seine Arme schloss und begeistert ausrief: ‚Oh, mein liebes Mädchen, das bin nicht ich, der diese Musik machte, Sie selbst haben sie komponiert.‘ […] Auf dasselbe Stück, das sie ihm vorgespielt hatte, schrieb er eigenhändig: ‚Am 20. Februar 1805 ist Joseph Haydn glücklich gewesen.‘“ Kurz darauf trat sie im März/April 1805 erstmals in einem Konzert des Großhändlers Würth mit einem B-Dur-Klavierkonzert von Mozart auf.
Sie war auch zeitweise eine Klavierschülerin von Ludwig van Beethoven, der sich mit ihr und ihrem Mann Paul befreundete, wovon mehrere Briefe zeugen. Überliefert ist auch eine Anekdote, der zufolge Beethoven zu ihr nach der Interpretation einer seiner Klaviersonaten sagte: „Das ist nicht genau der Charakter, den ich dem Stück geben wollte…, aber fahren sie fort; das bin nicht ganz ich, das ist besser als ich.“ Das bezieht sich möglicherweise auf die berühmte Appassionata, deren Autograph Beethoven nach der Drucklegung an Marie Bigot verschenkte.
Mindestens vier Briefe Beethovens an das Ehepaar Bigot sind erhalten geblieben: Der erste datiert vom 4. März 1807 und beinhaltete eine (naive) Einladung an Marie Bigot und ihre kleine Schwester Caroline zu einer Spazierfahrt im Sonnenschein – als ihr Mann abwesend war. Dessen übermäßig eifersüchtige Reaktion war dann Anlass für einen ausführlichen Entschuldigungsbrief an beide Ehepartner mit dem vielzitierten Satz: „… ohnedem ist es einer meiner ersten Grundsätze, nie in einem andern als Freundschaftlichen Verhältniß mit der Gattin eines andern zu stehn.“
Joseph Schmidt-Görg vermutete 1966, dass Marie Bigot auch jene „M.“ in der folgenden tagebuchartigen Notiz Beethovens vom Sommer 1807 sei, als er sich in Baden bei Wien aufhielt: „Nur liebe – ja nur Sie vermag dir ein glücklicheres leben zu geben – o Gott – laß mich sie – jene endlich finden – die mich in Tugend bestärkt – die mir erlaubt mein ist – Baaden am 24ten juli als die M. vorbeyfuhr und es schien als blickte sie auf mich –“. Dagegen vertritt Harry Goldschmidt die These, die Notiz beziehe sich auf Beethovens Liebe zu Josephine Brunsvik, der er in den Jahren zwischen 1804 und 1807 mindestens zwölf, zum Teil leidenschaftliche Liebesbriefe schrieb; eine Liebesbeziehung, die Josephine auf Druck ihrer adligen Familie – u. a. ihrer in der Familienkorrespondenz immer nur „die M.“ genannten Mutter, Gräfin Anna von Brunsvik, – im Jahre 1807 abbrach: „Zum Unterschied von Marie Bigot ist ihre Anwesenheit in Baden zu dem fraglichen Zeitpunkt jedenfalls bezeugbar. (…) Der Anblick der vorüberfahrenden, auf ihn blickenden Mutter rief augenblicklich den ungelösten Konflikt mit der Tochter in dem Betroffenen wach.“
Anfang 1809 verkehrte der Musikschriftsteller und Komponist Johann Friedrich Reichardt bei Marie Bigot und schrieb über sie am 26. Januar 1809 an seine Frau: „Von den vielen großen und kleinen Musiken, die ich in den letzten Tagen wieder gehört, und mit denen ich ganze Bogen anfüllen könnte, wenn ich sie Dir alle nennen oder gar beschreiben wollte, denn hier lebt und webt Alles in Musik, muß ich Dir doch einen sehr angenehmen Abend bei Frau von Bigot besonders nennen. Sie hatte ihn mir zu Gefallen veranstaltet, um mir die großen Beethovschen Sonaten und Trio's hören zu lassen, von denen ich ihr letzt mit großer Teilnahme sprach. […] Frau von Bigot hatte den Violinisten Schupanzig dazu eingeladen, dessen ausgezeichnetes Talent sich nirgend bestimmter und vollkommener ausspricht, als im Vortrage der Beethovschen Sachen. Er begleitete den Abend das vortreffliche Spiel der Virtuosin auch mit seiner ganzen Feinheit und pikanten Originalität. Sie spielte fünf große Sonaten von Beethoven ganz meisterhaft; eine war immer herrlicher als die andre; es war die Blüte eines vollen üppigen Künstlerlebens. In allen den Sachen ist ein Strom von Phantasie, eine Tiefe des Gefühls, für die es keine Worte, nur Töne giebt, und die auch nur in das Herz und aus dem Herzen eines solchen Künstlers kommen, der seiner Kunst ganz lebt und mit ihr wachend träumt, und träumend wacht. Eine kleine, recht auserwählte Gesellschaft um einen runden Teetisch genoß auch jeden Ton gar innig.“
Ende 1809 übersiedelte Marie Bigot mit ihrer Familie nach Paris, wo sie eine äußerst gefragte Klavierpädagogin wurde. Dort machte sie die Bekanntschaft mit der Familie Mendelssohn. Der 1809 geborene Felix Mendelssohn Bartholdy und dessen 1805 geborene Schwester Fanny Mendelssohn wurden  beide noch im Kindesalter ihre Klavierschüler.
Sie starb mit nur 34 Jahren an Tuberkulose.

## Werke
- Klaviersonate B-Dur op. 1, ca. 1806
- Andante varié B-Dur op. 2, ca. 1805 – Neuausgabe hrsg. von Dieter M. Backes, Certosa Verlag
- Rondeau, 1818
- Suite d’études, 1817/18 – Neuausgabe 1992